# Onthophagus andrewesi
Onthophagus andrewesi là một loài bọ cánh cứng trong họ Bọ hung (Scarabaeidae).